# Kozoïta-(Nd)
La kozoïta-(Nd) és un mineral de la classe dels carbonats que pertany al grup de la kozoïta. Rep el seu nom del químic Kozo Hanashima (1925-1985), pioner en l'estudi de la química dels minerals de terres rares al Japó.

## Característiques
La kozoïta-(Nd) és un carbonat de fórmula química (Nd,La,Sm,Pr)(CO₃)(OH). És l'anàleg amb neodimi de la kozoïta-(La). Cristal·litza en el sistema ortoròmbic.
Segons la classificació de Nickel-Strunz, la kozoïta-(Nd) pertany a «05.DC - Carbonats amb anions addicionals, amb H₂O, amb cations grans» juntament amb els següents minerals: ancylita-(Ce), calcioancylita-(Ce), calcioancylita-(Nd), gysinita-(Nd), ancylita-(La), kozoïta-(La), kamphaugita-(Y), sheldrickita, thomasclarkita-(Y), peterbaylissita, clearcreekita i niveolanita.

## Formació i jaciments
Va ser descoberta a Niikoba, a Hizen-cho, a la prefectura de Saga (Kyushu, Japó). A la mateixa zona, també ha estat trobada a Mitsukoshi. Fóra del Japó, també ha estat descrita a Stetind (Nordland, Noruega) i a Rejkovo (Regió de Banská Bystrica, Eslovàquia).